# Edward Albee
Edward Franklin Albee al III–lea (n. 12 martie 1928, Washington, D.C., District of Columbia, SUA – d. 16 septembrie 2016, Montauk⁠(d), Suffolk, New York, SUA) a fost un dramaturg american prolific, recompensat cu numeroase premii și alte forme de recunoaștere națională în Statele Unite.
A fost nepotul adoptiv și omonimul unui celebru director de teatru de estradă.
Piesele sale de teatru (originale sau adaptate) sunt inspirate din realitate și au ca temă motivul înstrăinării și al incapacității de a comunica, folosind ca procedeu maniera teatrului absurd și a suprarealismului.

## Operă

### Piese de teatru
Lucrări de mai jos sunt scrise sau adaptate de Edward Albee.
- 1959 - Poveste zoologică (en  The Zoo Story);
- 1960 - Moartea lui Bessie Smith (en  The Death of Bessie Smith);
- 1960 - Cutia de nisip (en  The Sandbox);
- 1960 - Fam și Yam - Fam and Yam
- 1961 - Visul american (en  The American Dream);
- 1961 - Bartleby (adaptată după o povestire de Herman Melville);
- 1962 - Cui i-e frică de Virginia Woolf? (en  Who's Afraid of Virginia Woolf?);
- 1963 - Balada cafenelei triste (en  The Ballad of the  Sad Café) - adaptată după o nuvelă de Carson McCullers;
- 1964 - Micuța Alice (en  Tiny Alice);
- 1966 - Malcolm (en  Malcolm) - adaptată după romanul omonim de James Purdy;
- 1966 - Echilibru instabil (en  A Delicate Balance);
- 1966 - musicalul/opereta Mic dejun la Tiffany (en  Breakfast at Tiffany's) - adaptare după romanul omonim al lui Truman Capote;
- 1967 - Totul în grădină - (en  Everything in the Garden) - adaptare după piesa omonimă a lui Giles Cooper;
- 1968 - Citate ale Președintelui Mao Tse-Tung (en  Box and Quotations from Chairman Mao Tse-Tung);
- 1971 - Peste tot - (en  All Over);;
- 1975 - Peisaj marin - (en  Seascape);
- 1976 - Ascultare - (en  Listening);
- 1976 - Socotind posibilitățile - (Counting the Ways);
- 1980 - Doamna din Dubuque - (en  The Lady from Dubuque);
- 1981 - Lolita (en  Lolita) - adaptare după romanul lui Vladimir Nabokov;
- 1982 - Omul care avea trei brațe (en  The Man Who Had Three Arms);
- 1983 - Găsirea soarelui - (en  Finding the Sun);
- 1984 - Plimbarea - (Walking);
- 1985 - Invidie - (Envy);
- 1987 - Piesa căsătoriei - (en  Marriage Play);
- 1991 - Trei femei înalte - (en  Three Tall Women);
- 1992 - Piesa lui Lorca - (The Lorca Play);
- 1993 - Fragmente - (Fragments);
- 1998 - Piesa despre bebeluș - (en  The Play About the Baby);
- 2000 - Capra, sau Cine este Silvia? -  (en  The Goat, or Who Is Sylvia?);
- 2001 - Ocupantul - (en  Occupant);
- 2003 - Cioc! Cioc! Cine este acolo? - (en  Knock! Knock! Who's There!?);
- 2004 - Peter și Jerry (Peter & Jerry, re-numită în 2009 (en  At Home at the Zoo - Act One: Homelife. Act Two: The Zoo Story) și
- 2007 - Eu însumi și cu mine - (en  Me Myself and I).

### Eseuri
- Stretching My Mind: Essays 1960–2005 (Avalon Publishing, 2005). ISBN: 9780786716210.

## Vezi și
- Listă de dramaturgi americani
- Listă de piese de teatru americane